# (26355) Grueber
(26355) Grueber ist ein Asteroid des Hauptgürtels, der am 23. Dezember 1998 vom österreichischen Amateurastronomen Erich Meyer an der Sternwarte Davidschlag (IAU-Code 540) in der Nähe von Linz in Österreich entdeckt wurde. Der Himmelskörper wird der Spektral-Klasse S zugeordnet und besitzt eine Absolute Helligkeit von 12,9 mag.
Der mittlere Durchmesser von (26355) Grueber wurde mithilfe des Wide-Field Infrared Survey Explorers (WISE) mit 5,570 (±0,374) Kilometer berechnet, die sehr helle Albedo mit 0,519 (±0,095) lässt auf eine silikatreiche Dichte und eventuell mit Wassereis bedeckte Zusammensetzung schließen. Die Rotationsperiode beträgt 4,539 Stunden was auch auf eine hohe Dichte hin deutet.
Der Asteroid wurde am 7. Januar 2004 nach dem Forschungsreisenden, Jesuiten und Missionar Johann Grueber (1623–1680) benannt, der 1661 als erster Europäer überhaupt in die tibetische Hauptstadt Lhasa gelangte.